# Svend Helgesen
Svend Helgesen (født 11. december 1903 København – død ??) var en dansk professionel bokser. Han blev kendt som en hårdtslående og hårdfør bokser, men også som et spildt talent, der sideløbende med boksekarrieren røg ind og ud af fængslerne og generelt levede et hårdt liv. 
Som amatør vandt Svend Helgesen i 1922 det danske mesterskab i mellemvægt på trods af, at hans vægt passede til weltervægtsklassen. Han debuterede kort efter som professionel i weltervægt den 1. juni 1922 i København, hvor han mødte landsmanden Alfred Jensen, som blev stoppet i 2. omgang. 
I sin næste match blev Helgesen matchet mod Emanuel "Malle" Jacobsen, der med mere end 30 professionelle kampe var langt mere erfaren end Helgesen. Helgesen var efter eget udsagn svært svækket af ”en alvorlig kønssygdom”, konstateret få dage før kampen, men dette fik ikke Helgesen til at melde afbud. Han gennemførte kampen, men blev stoppet i 12. omgang. Kort efter kampen kom Helgesen i behandling, og allerede 14 dage efter gik han atter i ringen mod Alfred Jensen, som igen blev slået ud i 2. omgang. 
I juli 1922 afgik datidens store danske boksenavn Dick Nelson ved døden, og der blev arrangeret et stævne, hvis overskud skulle gå til enken. Stævnet fandt sted den 8. september 1922 i Idrætshuset i København, hvor Helgesen stoppede debutanten Fritz Willumsen i 3. omgang. Herefter fulgte en knockout sejr over August Suhr, men karrieren blev herefter sat på standby, da Helgesen skulle afsone en fængselsdom. 
Efter fængselsopholdet boksede Helgesen i foråret 1923 et par kampe som alle blev vundet på knockout, inden han i Stockholm boksede uafgjort med Karl Johnson. Efter kampen i Stockholm blev Helgesen matchet mod den stærke danske bokser Chic Nelson, der den 1. juli 1923 stoppede Helgesen i en kamp i det daværende Lorups Ridehus i København. 
Sideløbende med boksekampene var Helgesen involveret i retssager mod boksepromotorer i anledning af Helgesens beskyldninger om aftalte kampe, ligesom Helgesen anlagde injuriesager mod pressen, der havde skrevet, at Helgesens ”pause” skyldtes afsoning af en dom for alfonseri. Helgesens karriere havde været op og ned, plaget af sygdom, manglende fokus og personlige problemer med kriminalitet, og i frustration herover valgte Helgesen kort efter kampen mod Chic Nelson at tage til USA. Helgesen tog hyre som fyrbøder på et af ØK’s skibe, og rejste herefter til USA. 
Boksekarrieren i USA blev noget svingende. Ifølge Helgesen selv boksede han 52 kampe i USA, hvoraf de 26 blev vundet, 23 tabt, 2 endte uafgjort og 1 endt som No Contest. Ifølge andre kilder var det officielle antal kampe 7, hvoraf 2 blev vundet og 5 tabt. Sideløbende med den noget flagrende boksekarriere supplerede Helgesen indkomsten med diverse sømandsjobs og småkriminalitet. Han sad inde for diverse slagsmål, og levede i perioder som ”bums”. 
Omkring årsskiftet 1925-1926 blev Helgesen udvist fra USA, da hans ophold i landet tilsyneladende var illegalt som følge af, at han havde deserteret fra en dansk damper i USA. Han blev hjemsendt til Europa, og nåede tilbage til Danmark, men ønskede efter eget udsagn blot at tjene tilstrækkeligt til at komme af sted igen. Til det formål blev der den 18. maj 1926 arrangeret en kamp mod landsmanden Cordt Andersen, men efter opholdet i USA var Helgesen ikke længere et trækplaster, og kampen trak kun få hundrede tilskuere, der så Cordt Andersen stoppe Helgesen i 3. omgang. En returmatch mod Chic Nelson senere på året blev også tabt, og Helgesen forekom trods den relativ unge alder færdig som sportsmand. Han vandt en kamp i Kongens Lyngby mod Carl Frederiksen, men tabte igen, da han i Stockholm den 11. juni 1927 inkasserede et pointnederlag til Elis Petterson. Boksekarrieren blev herefter opgivet. 
Helgesen havde imidlertid fortsat en række sociale problemer med arbejdsløshed og kriminel omgangskreds, og Helgesen fortsatte turen ind og ud af fængslerne. Han blev endvidere indlagt på sindssygehospitaler, efter eget udsagn fordi han spillede sindssyg for at undgå fængselsstraffe. 
Svend Helgesen udgav i 1932 en usædvanlig selvbiografi Mit Liv, hvor har åbenhjertigt fortæller om sit ganske omtumlede liv.